# Жак Кассан
Жак де Кассан (фр. Jacques de Cassan) — французький письменник XVII століття. Був радником сенешаля Безьє. Поділяв погляди Гійома Постеля.
В 1638 одружився з Жакеттою де Брюне (фр. Jacquette de Brunet).
Написав такі твори: «Розмова про давність і досконалість Лангедока» (Безн., 1617), «Династії» (П.,1621; під заголовком «Перше заснування і розвиток Галльської монархії» П.,1628), «Права короля і корони» (П.,1632).